# Anne Anastasi
Anne Anastasi (Nova York, 19 de dezembro de 1908 – Nova York, 4 de Maio de 2001) foi uma psicóloga estadunidense mais conhecida por seus estudos em psicometria. Sua obra seminal, Psychological Testing, é considerada um texto clássico, em que a autora dá atenção ao indivíduo testado e, consequentemente, às responsabilidades dos testadores. Ela sugere que se vá além dos resultados de testes, com pesquisas acerca do histórico do indivíduo, alcançando, desta maneira, uma compreensão mais ampla dos resultados.

### Biografia
Anne Anastasi concluiu seu doutorado na Universidade de Columbia com apenas 21 anos, sob a orientação de H.E. Garrett, estudando uma temática que reunia conhecimentos matemáticos e psicológicos, publicando-o no Archives of Psychogy (1930).
Casou-se com o psicólogo John Porter Foley Jr. em 1933 e não teve filhos. Tornou-se professora e cientista, lecionando na Barnard College no período de 1930 a 1938. Após, foi professora assistente e chefe do Departamento de Psicologia na Queens College em Nova York.
Em 1947, tornou-se professora adjunta de Psicologia na Fordham University, ministrando disciplinas relacionadas à psicometria.  Entre 1968  e 1974, chefiou o departamento. Aposentou-se em 1979, sendo designada como professora emérita e recebendo o titulo de doutora honorária de ciência.Recebeu também um doutoramento honorário da Villanova University, da University of Windsor (Canadá), Cedar Crest College, e LaSalle College, além de premiações da APA, do Educational Testing Service, da American Psychological Foundation e da American Education Research Association. Em 1987, recebeu a Medalha Nacional para Ciência concedida pelo presidente Ronald Reagan.
Ao longo de sua carreira, orientou pesquisas, atuou em inúmeras organizações governamentais, associações industriais e sociedades educacionais e foi presidente da American Psychological Association (APA), Eastern Psychological Association e American Psychological Foundation. Além disso, publicou mais de 150 livros, artigos e monografias, apresentando uma contribuição relevante para a compreensão das influências dos fatores ambiental e experiencial no desenvolvimento psicológico, construção de testes psicológicos e suas aplicações.